# Heteroleuca subvenata
Heteroleuca subvenata là một loài bướm đêm trong họ Geometridae.